# Leopold von Gerlach
Cet article concerne Ludwig Friedrich Leopold von Gerlach. Pour son frère, Ernst Ludwig, voir Ernst Ludwig von Gerlach.
Leopold von Gerlach est un général et homme politique prussien, né le 17 septembre 1790 à Berlin où il est mort le 10 janvier 1861. Il était de tendance conservatrice et faisait partie du cercle du « Kreuzzeitung ».

## Origine
Il était le fils de Carl Friedrich Leopold von Gerlach (1757-1813) et de son épouse Agnes, née von Raumer (1762-1831). Son père est maire de Berlin de 1809 à 1813, puis président du gouvernement et président de la chambre de guerre et de domaine (de) de la marche-électorale.

## Biographie
Leopold rentre très tôt dans l'armée dans le 13e régiment d'infanterie "von Arnim" et participe dès 1806 à la bataille d'Auerstaedt. La même année, il est fait prisonnier de guerre. Par la suite il étudie le droit à Göttingen et Heidelberg. De 1813 à 1814, il fait partie des suivants de Gebhard Leberecht von Blücher, puis en 1815, il rentre dans l'état-major à l'occasion des guerres de libération contre Napoléon Ier. En 1826, il devient aide de camp du prince Guillaume, futur empereur d'Allemagne, dont il partage les visions conservatrices et pieuses. En 1838, il devient colonel, puis chef de l'état-major du 3e corps d'armée, puis Generalmajor en 1844, Generalleutnant en 1849 et enfin Adjudant général (aide de camp) du roi Frédéric-Guillaume IV. Dans cette position, il fait partie des forces réactionnaires, aussi bien au niveau politique, que religieux. Il prend sa retraite au grade de « General der Infanterie ».
Avec son frère Ernst Ludwig von Gerlach, il est membre de la Christlich-deutsche Tischgesellschaft (de), puis de la « Maikäferei » et enfin du parti convervateur. Les frères Gerlach font partie des membres les plus influents du parti et font également partie du parti de la cour (« Hofpartei »), plus couramment appelé « Kamarilla », qui essaie d'influencer Frédéric-Guillaume IV en faveur d'un ordre en Prusse et en Allemagne fondé sur les traditions chrétiennes. L'extrémisme des frères Gerlach, mène le parti conservateur à de nombreuses divisions internes. Ces dernières sont utilisées et détournées par Otto von Bismarck en sa faveur.
Leopold von Gerlach est mort à la suite d'un rhume, contracté lors de l'enterrement de Frédéric-Guillaume IV.

## Famille
Il épouse Johanna von Küssow (1796-1857), fille du comte Friedrich Bernd von Küssow (1746-1802) et d'Ulrike von Bardeleben (une fille du général Georg Friedrich Christoph von Bardeleben (de)), à Redel en 1819. Le couple a deux fils et deux filles, dont :
- Ulrike Agnes (née le 18 octobre 1820)
- Berndt Georg Wilhelm (né le 15 février 1828 et mort le 1er dézembre 1889), membre de la chambre des représentants de Prusse, marié en 1860 avec la comtesse Maria Adelaide Emilie von Kanitz (de) (née le 21 octobre 1839)[1]